# 670 (číslo)
Šest set sedmdesát je přirozené číslo. Následuje po čísle šest set šedesát devět a předchází číslu šest set sedmdesát jedna. Římskými číslicemi se zapisuje DCLXX a řeckými číslicemi χο.

## Matematika
670 je:
- Osmistěnové číslo
- Deficientní číslo
- Složené číslo
- Nešťastné číslo

## Astronomie
- (670) Ottegebe je planetka hlavního pásu, kterou objevil v roce 1908 August Kopff

## Ostatní
- +670 je mezinárodní telefonní předvolba Východního Timoru, původně to byla předvolba Severních Marian (nyní +1 670)

## Roky
- 670
- 670 př. n. l.